# Лабіринт Фавна
«Лабіринт Фавна» (ісп. El laberinto del fauno) — мексиканський іспаномовний фільм, знятий у 2006 році у жанрі темне фентезі Автор сценарію і режисер мексиканець Ґільєрмо дель Торо. Він був підготований та поширений мексиканською кінокомпанією Esperanto Films. Фільм був обраний Academia Mexicana de Artes y Ciencias Cinematográficas (укр. Мексиканська академія кіномистецтва і наук), щоб представляти країну на врученні премії Оскар як найкращий іноземний фільм. На 1 березня 2024 року фільм займав 147-му позицію у списку 250 кращих фільмів за версією IMDb.
Український переклад зробила Студія «Омікрон» на замовлення Гуртом.

## Сюжет
Дія у фільмі відбувається в Іспанії в травні-червні 1944 року, через п'ять років після Іспанської громадянської війни, на початку правління країною генерала Франко. Цей реальний світ переплітається з фентезійним світом навколо покинутого зарослого лабіринту та загадкової істоти фавна, з якою головна героїня Офелія взаємодіє. Вітчим Офелії, фалангіст капітан Відаль, полює на Іспанських Маків, які борються проти фашистського правління в регіоні. Вагітній матері Офелії стає все гірше. Офелія зустрічає кілька дивних і чарівних істот, які стають важливими у її житті. Ці істоти проводять її через старий садовий лабіринт. Для надання створінням реалістичності у фільмі використовується макіяж, аніматроніка і CGI-ефекти.
Дель Торо заявив, що вважає що ця історія стане притчею, під впливом казковості. В оригінальній іспанській назві фільму, оскільки й в українській згадується міфологічний фавн з римської міфології, в той час, як в англійській, німецькій та французькій назвах згадується аналогічний персонаж грецьких міфів Пан. З усім тим, дель Торо заявив, що фавн у фільмі це саме римський фавн, а не Пан.

## У ролях
- Івана Бакеро — Офелія
- Серхі Лопес — капітан Відаль
- Даг Джонс — Фавн\блідий чоловік
- Марібель Верду — Мерседес
- Аріадна Хіль — Кармен
- Алекс Ангуло — Фереййро

## Поширення
Прем'єра фільму пройшла на Каннському кінофестивалі 2006 року. Він вийшов у Великій Британії 24 листопада 2006. У Сполучених Штатах і Канаді, фільм отримав обмежений випуск від 29 грудня 2006 року, широкий прокат — 19 січня 2007 року. Лабіринт Фавна завоював безліч міжнародних нагород, у тому числі три Оскари, Ariel Award за найкращий фільм і у 2007 Премія Г'юґо за найкращу драматичну постановку (довга форма). Фільм був знятий у сосновому лісі розташованому на гірському масиві Сьєрра-де-Гуадаррама у центральній Іспанії.

## Нагороди
| Рік  | Нагорода                                          | Категорія | Номінанти                                   | Результат | Примітки                                      |
| ---- | ------------------------------------------------- | --- | ------------------------------------------- | --------- | --------------------------------------------- |
| 2006 | Золота пальмова гілка                             | |                                             | Номінація |                                               |
| 2006 | Премія Союзу жінок-кіножурналістів                | Найкращий фільм |                                             | Перемога  |                                               |
| 2007 | Оскар                                             | Найкращий фільм іноземною мовою |                                             | Номінація | Фільм представляв Мексику.                    |
| 2007 | Оскар                                             | Найкращий оригінальний сценарій | Гільєрмо дель Торо                          | Номінація |                                               |
| 2007 | Оскар                                             | Найкраща операторська робота | Гільєрмо Наварро                            | Перемога  |                                               |
| 2007 | Оскар                                             | Найкраща робота художника-постановника | Еугеніо Кабальєро І Пілар Ревуельта         | Перемога  |                                               |
| 2007 | Оскар                                             | Найкращий грим | Монтсе Рібе                                 | Перемога  |                                               |
| 2007 | Оскар                                             | Найкраща музика |                                             | Номінація |                                               |
| 2007 | Золотий глобус                                    | Найкращий фільм іноземною мовою |                                             | Номінація |                                               |
| 2007 | Сатурн                                            | Найкращий фільм іноземною мовою |                                             | Перемога  |                                               |
| 2007 | Сатурн                                            | Найкращий молодий актор або акторка | Івана Бакеро                                | Перемога  |                                               |
| 2007 | БАФТА                                             | Найкращий фільм іноземною мовою |                                             | Перемога  |                                               |
| 2007 | БАФТА                                             | Найкраща робота художника-костюмера |                                             | Перемога  |                                               |
| 2007 | БАФТА                                             | Найкращий грим | Монтсе Рібе                                 | Перемога  |                                               |
| 2007 | Гран-прі Міжнародного кінофестивалю «Фанташпорту» | |                                             | Перемога  |                                               |
|      | Годой                                             | Найкраща акторка другого плану | Аріадна Хіль                                | Номінація |                                               |
|      | Гойя                                              | 13 категорій, в тому числі: - Найкращий фільм - Найкращий режисер - Найкраща чоловіча роль - Найкраща жіноча роль - Найкращий оригінальний сценарій | Гільєрмо дель Торо (як режисер і сценарист) | Номінація | Номінація у всіх категоріях, жодної перемоги. |
|      | Неб'юла                                           | Найкращий сценарій | Гільєрмо дель Торо                          | Перемога  |                                               |

## Саундтреки
Музику до фільму написав Хав'єр Наваррете. Диск вийшов 19 грудня 2006 року. Наваррете та його музика були номіновані на Оскар.

### Track listing
1. «Довгий, довгий час (Hace mucho, mucho tiempo)» — 2:14
2. «Лабіринт (El laberinto)» — 4:07
3. «Роза і дракон (La rosa y el dragón)» — 3:36
4. «Фея і Лабіринт (El hada y el laberinto)» — 3:36
5. «Три випробування (Las tres pruebas)» — 2:06
6. «Вмируще дерево і жаба (El árbol que muere y el sapo)» — 7:12
7. «Партизани (Guerrilleros)» — 2:06
8. «Книга крові (El libro de sangre)» — 3:47
9. «Колискова Мерседес (Nana de Mercedes)» — 1:39
10. «Притулок (El refugio)» — 1:32
11. «Нелюди (El que no es humano)» — 5:55
12. «Річка (El río)» — 2:50
13. «Історія (Un cuento)» — 1:55
14. «Глибокий ліс (Bosque profundo)» — 5:48
15. «Waltz of the Mandrake (Vals de la mandrágora)» — 3:42
16. «Похорон (El funeral)» — 2:45
17. «Мерседес (Mercedes)» — 5:37
18. «Повний місяць і Фавн (La luna llena y el fauno)» — 5:08
19. «Офелія (Ofelia)» — 2:19
20. «Принцеса (Una princesa)» — 4:03
21. «Колискова лабіринту Фауна (Nana del laberinto del fauno)» — 1:47